# Брачола

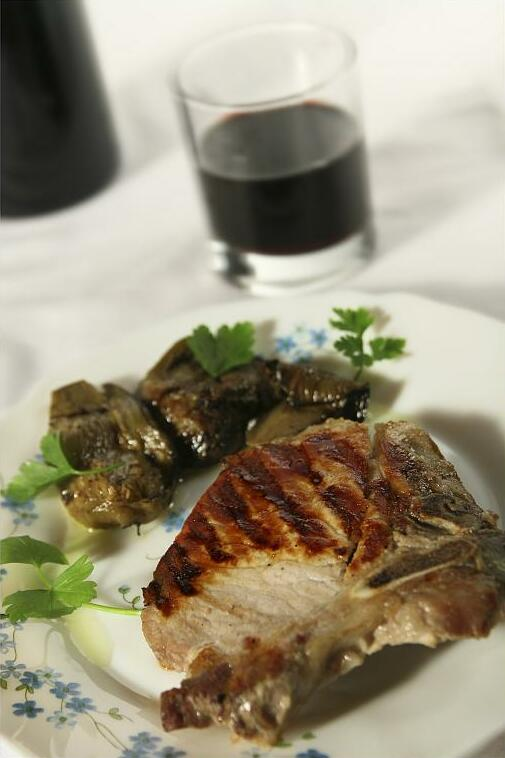
Брачола зі свинини на грилі.

Брачола (італ. Braciola [джерело?]) може стосуватися кількох різних страв італійської кухні. Також відома як бражоле [джерело?], це французька страва, класичний компонент макаронади з Сета.

## М'ясна нарізка
Брачола може стосуватися італійської страви, що складається зі скибочок м'яса, обсмажених на сковороді або грилі, часто у власному соку або в невеликій кількості легкої оливкової олії. Вони відрізняються від більш тонко нарізаного фетину («маленькі/тонкі скибочки»), які не містять кісток і зазвичай тонші.
Французький варіант, бражоль (фр. brageole)[уточнити], готується з м'ясних рулетів, по суті, котлет з яловичини, приправлених всередині часником, петрушкою, сіллю та перцем. М'ясо переважно смажать на сковороді або грилі.
У сицилійській кухні, італо-американській кухні та італійській австралійській кухні брачола  — це тонкі скибочки м'яса (зазвичай свинини, курки, яловичини або риби-меча), які згортають у вигляді рулету (ця категорія згорнутих продуктів відома як інвольтіні (італ. involtini) з сиром і сухарями та смаженим. сицилійською ця страва також називається бручулуні (bruciuluni)[джерело?].
Брачолу можна готувати разом з фрикадельками та італійською ковбасою в неаполітанському рагу або томатному соусі, який деякі називають сарса або сукку (сицилійський), або недільна підлива в деяких районах північно-східних Сполучених Штатів. Їх також можна приготувати без томатного соусу. Існує багато варіацій рецепта, включаючи варіанти сиру та додавання овочів, наприклад баклажанів. Брачолу їдять не тільки як головну страву, але і як гарнір на вечерю або в бутерброді на обід.

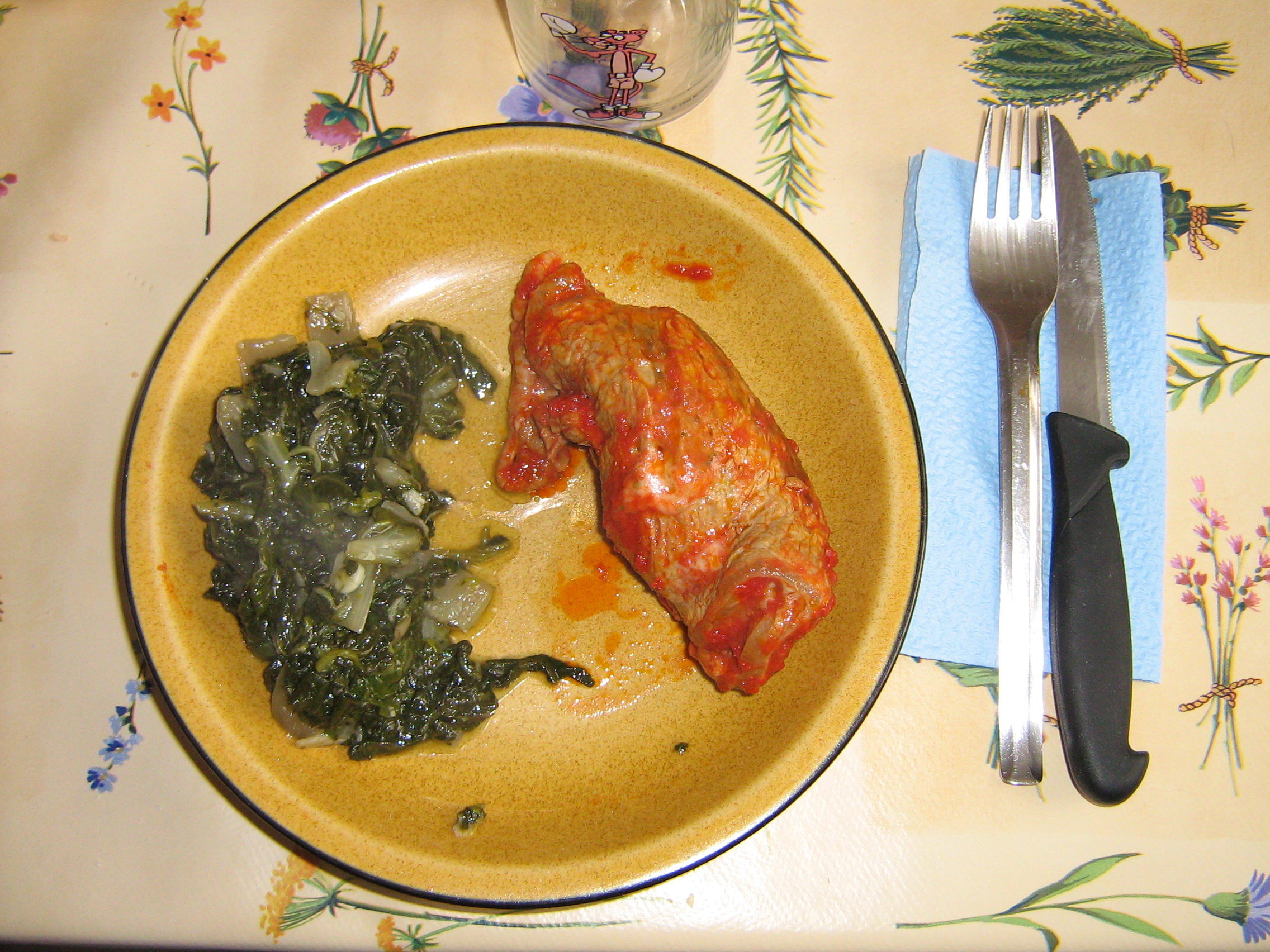
Варена брачола.

Після начинки та згортання брачолу часто перев'язують ниткою або проколюють дерев'яними зубочистками, щоб утримувати начинку. Після обсмажування на сковороді до рум'яності рулетики з м'ясом кладуть у соус, щоб закінчити приготування, все ще закріплюючи ниткою або зубочистками.